# Anastasio Cocco
Anastasio Cocco (Messina, 29 de agosto de 1799 — Messina, 26 de fevereiro de 1854), por vezes referido por Anastacio Cocco, foi um naturalista siciliano que se notabilizou no campo da biologia marinha.

## Biografia
Anastasio Cocco nasceu em Messina, em 1799, filho de um médico. Ainda jovem, o seu pai, que para além de médico era um estudioso interessado pela literatura clássica, orientou-o para estudos humanísticos, que pouco depois abandonou para se dedicar a estudos científicos, especialmente, da matemática, filosofia, química, botânica e medicina. Durante este período teve como preceptores os irmãos Gioacchino e Antonio Arrosto, de Messina.
Mudou-se para Nápoles, cidade onde passou a frequentar as aulas de Domenico Cotugno, Giovanni Semmola, Vincenzo Lanza e outros ilustres médicos napolitanos. Contudo, pouco depois, a morte repentina do seu pai obriga-o a interromper os estudos e voltar para Messina.
Retomou os estudos e em 1826 obteve uma licenciatura em Medicina da Universidade de Catânia. No ano seguinte, obteve a cátedra de Matéria Médica na Real Academia Carolina de Messina (depois Università degli Studi di Messina). Iniciou então correspondência com os principais biólogos marinhos da época, recolhendo em Messina espécimes e informações que disseminava pelos diversos centros europeus de investigação.
Em 1831 informou William Elford Leach, do Museu Britânico, da existência de uma série de crustáceos característicos no Estreito de Messina, que identificou e descreveu. Través da correspondência que mantinha com os principais cientista do tempo, criou uma rede de amizades e colaborações que lhe permitiu participar activamente na investigação em biologia marinha que então se fazia. Apesar de profissionalmente estar essencialmente dedicado à farmacologia, e o relativo afastamento da cidade de Messina, então parte do Reino das Duas Sicílias, em relação aos centros de investigação da época, cultivou com grande sucesso um interesse pela ictiologia e descreveu vários peixes do Estreito de Messina.
Em 1839, Anastasio Cocco foi designada representante da Accademia Peloritana dei Pericolanti ao congresso (l'Adunanza) dos cientistas italianos, realizado em Pisa, designação que foi renovado em 1845 para a reunião realizada em Nápoles.
No campo da Medicina, foi autor de um manual destinado ao ensino de farmacologia e alguns estudos sobre litotrícia e doenças epidémicas. Infelizmente, as suas palestras sobre farmacologia, que tinha começado a elaborar com base em numerosas observações e precisas experiências, estavam incompletas quando faleceu e estão actualmente dadas como perdidas.
Em 1852 o seu amigo Eduard Rüppell, um cientista alemão, denominou a espécie Microichthys coccoi em sua honra. Para além Rüppell foi correspondente e amigo de diversos naturalistas, entre os quais Charles Lucien Bonaparte, Antoine Risso e August David Krohn.
Anastasio Cocco faleceu em Messina a 26 de Fevereiro de 1854, sendo sucedido na sua cátedra pelo Professor Santi Scarcella (1817-1878).

## Obras publicadas
Entre outras, é autor das seguintes obras científicas:
- Cocco, A. 1829. Su di alcuni pesci de'mari di Messina. Giornale di Scienze, Lettere ed Arti per la Sicilia (Palermo) 7 26(77): 138–147 [146]. Inclui a descrição de Argyropelecus hemigymnus Cocco, 1829.
- Cocco, A. 1838. Su di alcuni Salmonidi del mare di Messina; lettera al Ch. D. Carle Luciano Bonaparte. Nuovi Annali delle Scienze Naturali. Bologna 1(2): 161–194 pls 5–8 [167, pl. 5(2)] Inclui a descrição de Vinciguerria poweriae (Cocco, 1838).
- Com Rüppell, E. 1844.  Intorno ad alcuni cefalopodi del mare di Messina: lettera del Dr. Eduardo Rüppell di Frankfort sul Meno al Prof. Anastasio Cocco.  Giornale del Gabinetto Letteràrio di Messina, 5(27-28):129-135, 2 figures.
- Sull'origine, progressi e utilità della botanica, Messina 1819;
- Orazione per lo stabilimento della flora messinese di piante artificiali in rilievo, ibid. 1825;
- Della necessità delle scienze fisiche e naturali per lo studio della farmacologia, Palermo 1829;
- Su di alcuni crustacei de' mari di Messina, Messina 1832;
- Su di alcuni pesci de' mari di Messina, ibid. 1833;
- Elogio di G. Arrosto, ibid. 1835;
- Sull'uso terapeutico del pipernino nella cura delle febbri periodiche, ibid. 1836;
- Su di alcuni Salmonidi del mar di Messina, ibid. 1838;
- Rassegna alle notizie storiche sulla vita e le opere di Filippo Ingrassia di Regalbuto, scritte per A. Insegna, ibid. 1843;
- Sull'utilità del disegno nella clinica medica, Messina 1843;
- Indice ittiologico del mar di Messina, Napoli 1845;
- Su due mostruosità(peloria)della Linaria reflexa, Messina 1846;
- Elogio del prof. A. Arrosto, ibid. 1849;
- Intorno ai bagni termo-minerali di Termini Castroreale, Palermo 1853.

Foi também autor deescritos literários, entre os quais:
- "Maria de' Ricci", drama em 5 actos, escrito em 1824;
- Raccolta di Epigrafi (inédita).